# Maddy Prior

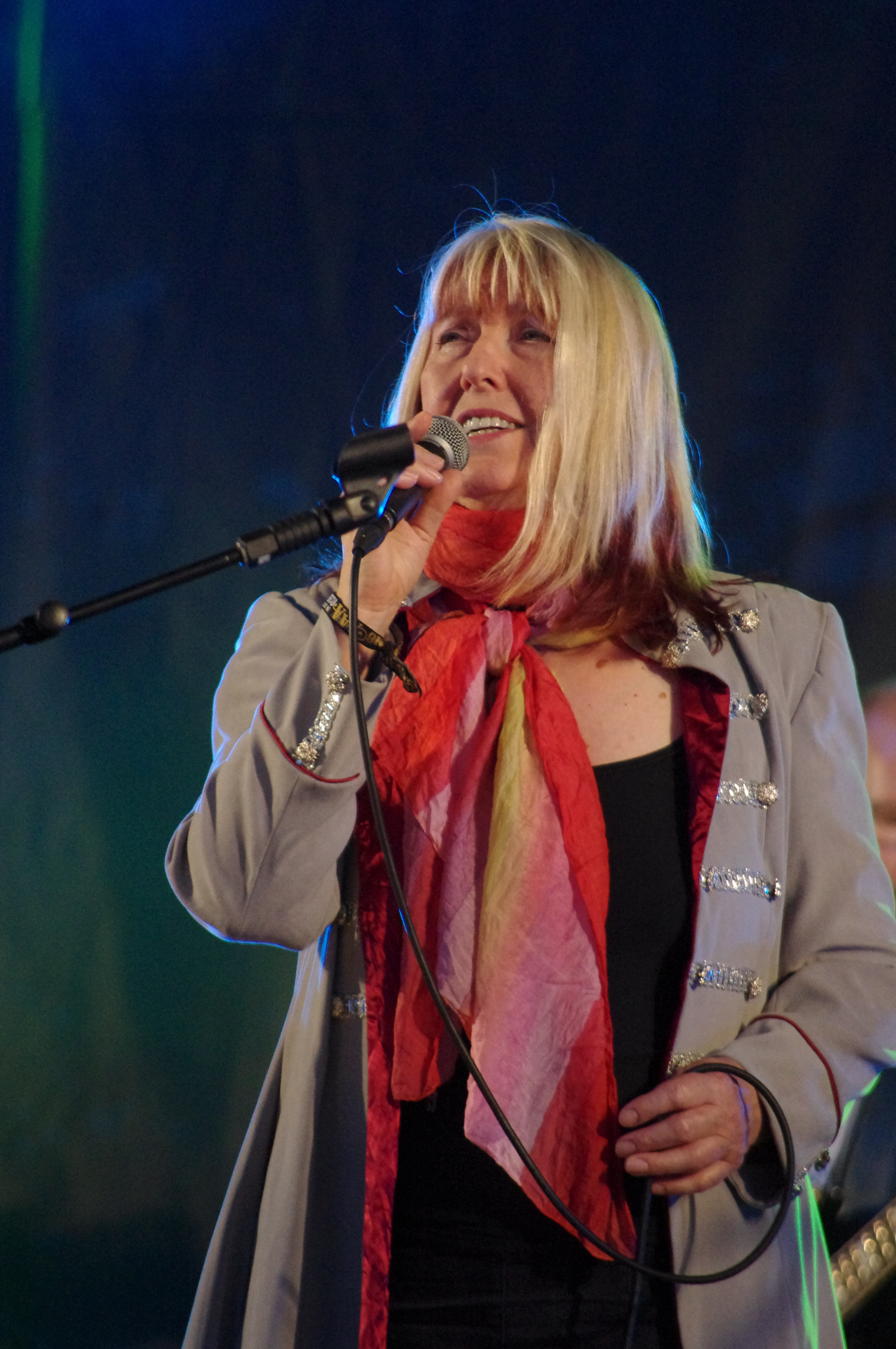
Maddy Prior 2016

Madelaine Edith „Maddy“ Prior (* 14. August 1947 in Blackpool) ist eine britische Folk-Sängerin und Mitbegründerin der Folkrock-Band Steeleye Span.

## Karriere
Prior wuchs in St Albans auf und interessierte sich schon als Teenager für traditionelle britische Folkmusik. Nachdem sie den Sänger und Gitarristen Tim Hart kennengelernt hatte, begannen die beiden 1966 gemeinsam aufzutreten und veröffentlichten 1968 und 1969 die Alben Folk Songs of Olde England, Vol. 1 & 2. Auf einem Folk-Festival im selben Jahr lernten sie Ashley Hutchings kennen, mit dem zusammen sie wenig später die Band Steeleye Span gründeten.
Neben ihrer Arbeit mit Steeleye Span erschien 1971 noch das Album Summer Solstice von Prior und Hart. Später heiratete Prior Rick Kemp, Steeleye Spans neuen Bassisten, der Hutchings ersetzt hatte, und mit dem sie die Tochter Rose Kemp hat. 1976 schloss sie sich mit June Tabor zu dem Folk-Duo Silly Sisters zusammen, das zwei Alben aufnahm. Als sich Steeleye Span 1978 vorübergehend auflöste, veröffentlichte sie im selben Jahr ihr Solo-Debüt Woman in the Wings, für das sie Ian Anderson als Produzenten gewinnen konnte. Als Gastsängerin trat sie 1976 auf dem Jethro-Tull-Album Too Old to Rock ’n’ Roll: Too Young to Die! und 1978 auf Mike Oldfields Incantations in Erscheinung. 1979 begleitete sie Mike Oldfield auf dessen Exposed-Tournee.

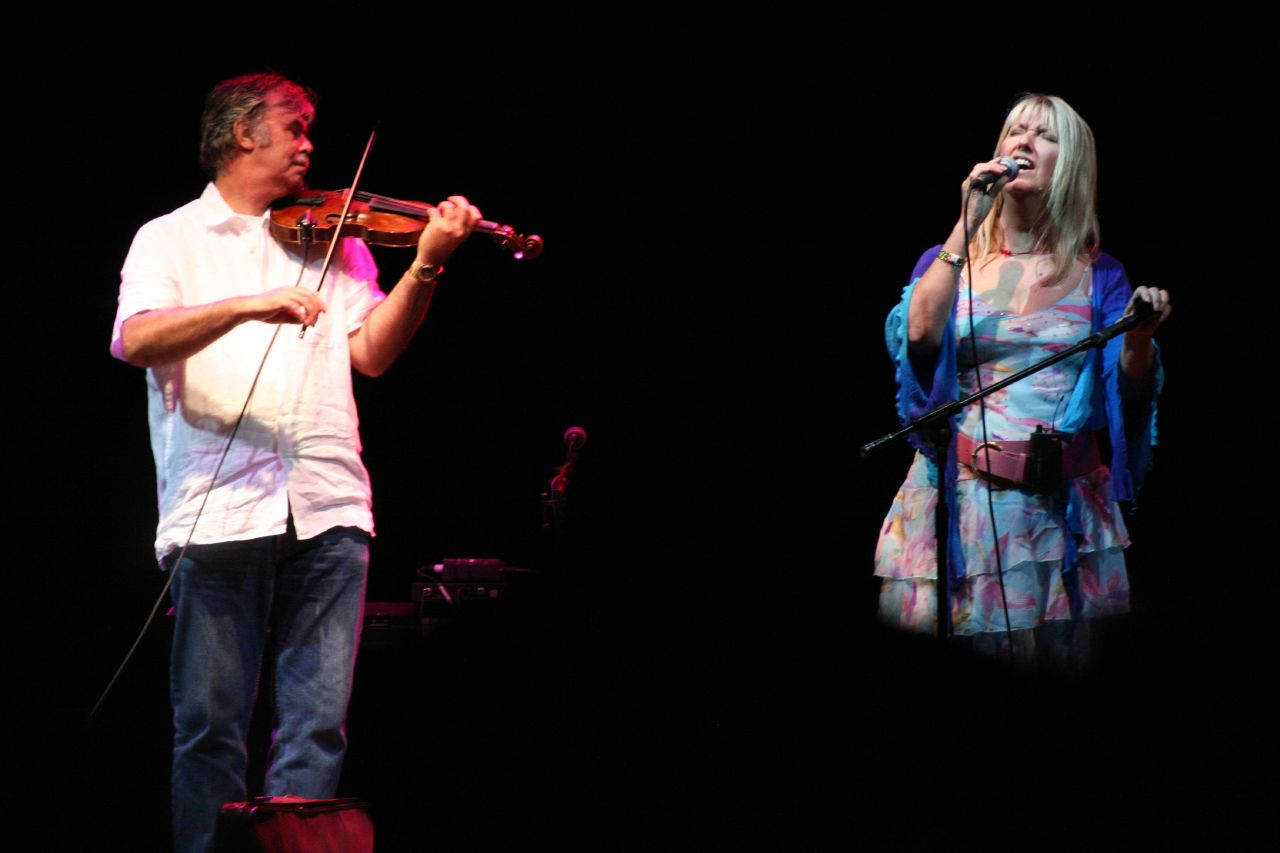
Maddy Prior und ihr ehemaliger Bandkollege Peter Knight während eines Konzerts 2006

1980 war sie dann bei Steeleye Spans Reunion wieder mit von der Partie. Ab Mitte der 1980er Jahre nahm sie zusammen mit der Carnival Band eine Reihe von Alben auf, darunter auch mehrere Produktionen mit traditionellen Weihnachtsliedern. In den 1990ern konzentrierte sich Maddy Prior vor allem auf ihre Solo-Arbeit und kehrte 2000 Steeleye Span für zwei Jahre vorübergehend den Rücken.
2008 und 2009 hielt Maddy Prior neben ihren Auftritten zusammen mit anderen Künstlern Kurse in Stones Barn (Cumbria, England) ab, die sich insbesondere mit dem Singen und der Interpretation von englischen Folk-Liedern befassen.

## Diskographie (Solo)
- 1978: Woman in the Wings (auf Chrysalis)
- 1978: Changing Winds (auf Chrysalis)
- 1982: Hooked on Winning (auf Plant Life)
- 1983: Going for Glory (auf Spindrift)
- 1991: Carols & Capers (auf Park)
- 1991: Happy Families (auf Progressive)
- 1993: Year (auf Park)
- 1994: Sing Lustily & with Good Cheer (auf Saydisc)
- 1996: Hang Up Sorrow & Care (auf Park)
- 1998: Flesh & Blood (auf Park)
- 1999: Tapestry of Carols (auf Saydisc)
- 2000: Ravenchild (auf Park)
- 2001: Ballads and Candles (auf Park)
- 2002: Bib and Tuck (auf Import)
- 2004: Arthur the King (auf Park)
- 2005: Under the Covers (auf Park)
- 2008: Seven for old England (auf Park)